# Casa al carrer d'Enric Prat de la Riba, 7 (Premià de Mar)
La Casa al carrer d'Enric Prat de la Riba, 7 és un edifici de Premià de Mar (Maresme) protegit com a Bé Cultural d'Interès Local.

## Descripció
Es tracta d'una casa de "doble cos" entre mitgeres de planta baixa i dos pisos. Té un pati posterior amb un safareig força interessant.
La façana s'organitza amb eixos verticals, es posen de manifest tres ordres compositius en sentit horitzontal. A la part superior hi ha un remat i esgrafiats.